# Martin Gore
Martin Lee Gore (født 23. juli 1961) er en engelsk sangskriver, lyriker, sanger, guitarist og keyboardspiller. Han var med til at danne synthesizer-rockbandet Depeche Mode i 1980 og har skrevet størstedelen af bandets sange, inklusiv hits som  "People Are People", "Personal Jesus" og "Enjoy the Silence". Foruden at være sangskriver i bandet synger Martin Gore også flere af sangene, som regel solo, (fx "Somebody", "A Question of Lust", "One Caress", "The Things You Said" og "Sweetest Perfection". Både i studiet og live er han backing sanger. I 1999 modtog han en Ivor Novello Award fra det britiske akademi af sangskrivere, komponister og forfattere (BASCA) for "International Achievement" ("International bedrift").